# Erquinvillers
Erquinvillers ist eine französische französische Gemeinde mit 185 Einwohnern (Stand: 1. Januar 2022) im Département Oise in der Region Hauts-de-France (vor 2016 Picardie). Sie gehört zum Arrondissement Clermont, zur Communauté de communes de l’Oise Picarde und zum Kanton Saint-Just-en-Chaussée. Die Einwohner werden Erquinvillois genannt.

## Geographie
Die Gemeinde Erquinvillers liegt 23 Kilometer westlich von Compiègne und etwa 38 Kilometer ostnordöstlich von Beauvais. Umgeben wird Erquinvillers von den Nachbargemeinden Lieuvillers im Norden, Pronleroy im Osten, Noroy im Südosten und Süden sowie Cuignières im Süden und Westen.

## Geschichte
Am 10. Juni 1940 verübte die Division Großdeutschland ein Kriegsverbrechen, indem wenigstens 150 Soldaten des 24e régiment de tirailleurs sénégalais ermordet wurden. 

## Einwohner
| Jahr                       | 1962 | 1968 | 1975 | 1982 | 1990 | 1999 | 2006 | 2013 | 2021 |
| -------------------------- | ---- | ---- | ---- | ---- | ---- | ---- | ---- | ---- | ---- |
| Einwohner                  | 115  | 131  | 137  | 147  | 154  | 161  | 161  | 172  | 185  |
| Quellen: Cassini und INSEE |      |      |      |      |      |      |      |      |      |

## Sehenswürdigkeiten
- Kirche Sainte-Madeleine aus dem 17. Jahrhundert